# 圣亚纳大西亚圣殿

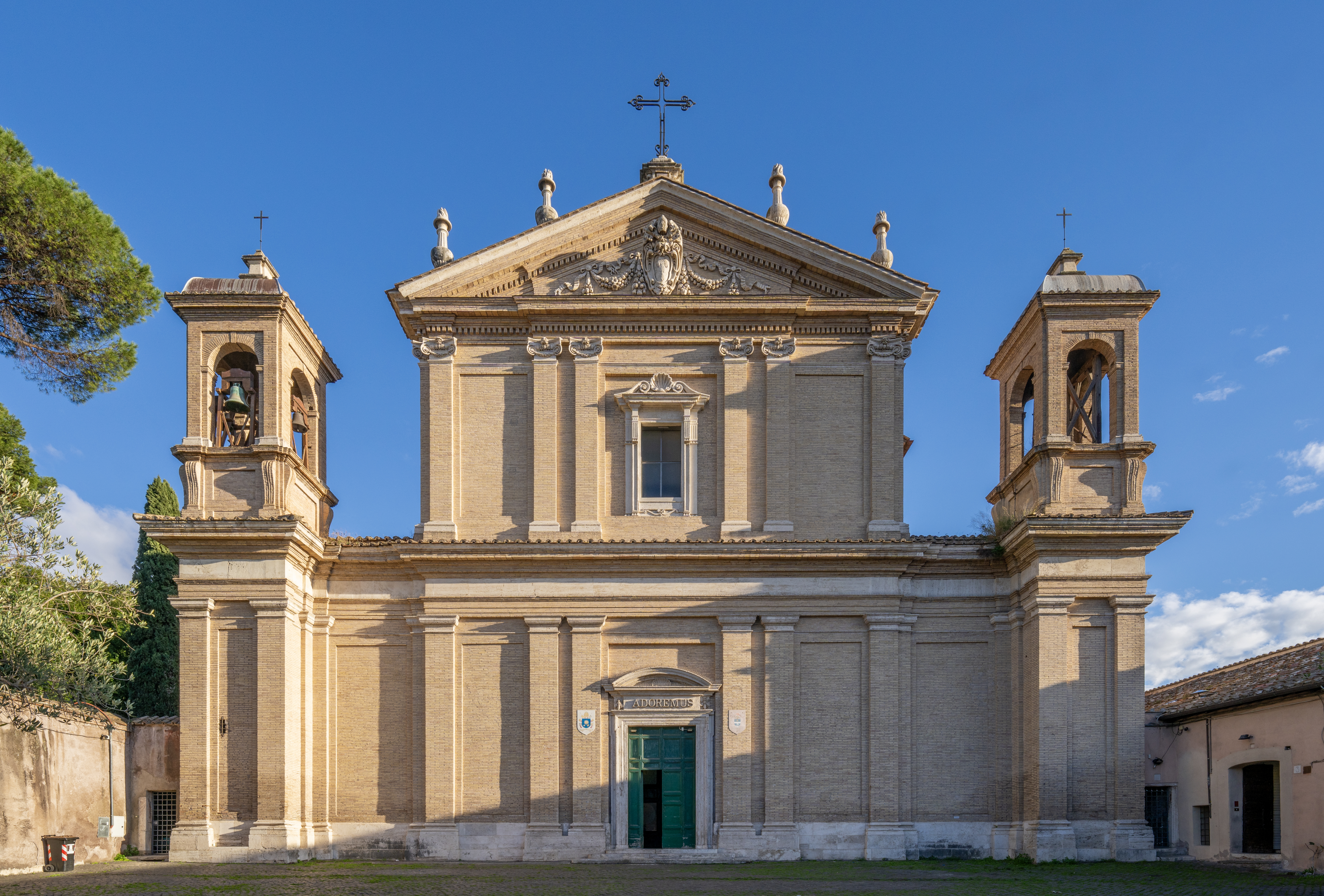
立面

圣亚纳大西亚圣殿（義大利語：Santa Anastasia）是意大利罗马的一座天主教宗座圣殿。
圣亚纳大西亚圣殿建于公元3世纪末到4世纪初，可能是由一位罗马妇女亚纳大西亚所建，列为领衔教堂。后来教堂以同名的戴克里先时代的殉道者圣妇亚纳大西亚命名。
此教堂曾修葺数次：达玛稣一世(366-383)、教宗希拉略 (461-468)、若望七世 (705-707)、额我略四世 (827-844)。目前的教堂为1636年乌尔班八世最后一次修葺，修建了两层壁柱的立面。内部保留了古代的柱子。藻井天花的壁画为1722年米开朗基罗·切瑞蒂的作品“圣徒殉道”。
右侧最后一间小堂的壁画描绘圣嘉禄·博罗米和圣斐理伯·内利的生平事迹，正祭台为“耶稣诞生”，均为巴尔迪(Lazzaro Baldi)所作。祭台下的圣妇亚纳大西亚雕像则是Ercole Ferrata的作品。